# My back pages
『my back pages』（マイ・バック・ページーズ）は、the★tambourinesの1枚目のアルバム。

## 内容
唯一のオリコンウィークリーチャート100位入りしたアルバムのタイトル曲「my back pages」はytv『あさイチ!』テーマソング。10曲中3曲は自作曲（2曲は松永安未、1曲は麻井寛史）であり、「stay young」を除く全曲は大賀好修がギターを弾いている。

## 収録曲
1. easy game
作詞：松永安未　作曲：大野愛果　編曲：古井弘人
2. stay young
作詞：松永安未　作曲・編曲：徳永暁人
3. 真夜中気づいたfunny love
作詞：松永安未　作曲：三好誠　編曲：古井弘人・the★tambourines
4. クローバー
作詞：松永安未　作曲・編曲：麻井寛史
5. live flower <album mix>
作詞・作曲：松永安未　編曲：古井弘人
6. hijack brandnew days
作詞：松永安未　作曲：大野愛果　編曲：古井弘人
7. star
作詞：松永安未　作曲：川島だりあ　編曲：古井弘人
8. my back pages
作詞・作曲：松永安未　編曲：古井弘人

## 参加ミュージシャン
- 大賀好修（nothin' but love・OOM・Sensation） - ギター
- 徳永暁人 - ギター、コーラス
- 岡本仁志（GARNET CROW） - コーラス
- ふるかわ魔法（4D-JAM） - コーラス
- 間島和伸（rumania montevideo・RAMJET PULLEY） - コーラス
- 松田明子（rumania montevideo・RAMJET PULLEY） - コーラス